# Gåsemad
Gåsemad (Arabidopsis) er en slægt med 9 arter, der er udbredt i Asien, Nordamerika og Europa. Det er én- to- eller flerårige, urteagtige planter, der danner udløbere og en grundstillet bladroset. Stænglerne er oftest hårløse, og bladformen varierer meget. Blomsterne er samlet i klaseagtige stande. De enkelte blomster er 4-tallige og regelmæssige med kronblade, der oftest er hvide. Farvetoner over i rosa og lysviolet findes også. Frugten er en skulpe med mange frø.
Her beskrives kun den art, som findes i Danmark.
| Beskrevne arter |

- Almindelig Gåsemad (Arabidopsis thaliana)

| Andre arter |

- Arabidopsis arenosa
- Arabidopsis cebennensis
- Arabidopsis croatica
- Arabidopsis halleri
- Arabidopsis lyrata
- Arabidopsis neglecta
- Arabidopsis pedemontana
- Arabidopsis suecica

Noter
1. ↑  I.A. Al-Shehbaz og Steve L. O'Kane: ”Taxonomy and Phylogeny of Arabidopsis (Brassicaceae)” i The Arabidopsis Book, 2002, ISSN 1543-8120, 1-22. Se teksten online (Webside ikke længere tilgængelig) (engelsk)